# The Barnyard Battle
The Barnyard Battle är en amerikansk animerad kortfilm med Musse Pigg från 1929.

## Handling
Musse Pigg går med i en musarmé för att bekämpa en armé onda katter.

## Om filmen
Filmen är den 7:e Musse Pigg-kortfilmen som producerades och den fjärde som lanserades år 1929.
Musiken som spelas i filmen är ouvertyren till pjäsen Dichter und Bauer av Franz von Suppé.
Konceptet med att en figur går med i krig fanns redan med i Disneys tidigare filmer Alice's Little Parade från 1926 som ingick i serien Alice Comedies och Great Guns! från 1927 med Kalle Kanin som stod som förebild för Musse Pigg.
Filmen blev förbjuden i Tyskland 1930 på grund av en scen där katter bär militärhjälmar som påminde om de pickelhuvor som tyskarna använde i Första världskriget.